# Parochialkirche
La Parochialkirche (letteralmente: "chiesa parrocchiale") è una chiesa luterana di Berlino, posta nell'antico centro storico della città, nel quartiere di Mitte.
Importante esempio di architettura barocca, è posta sotto tutela monumentale (Denkmalschutz).

## Storia

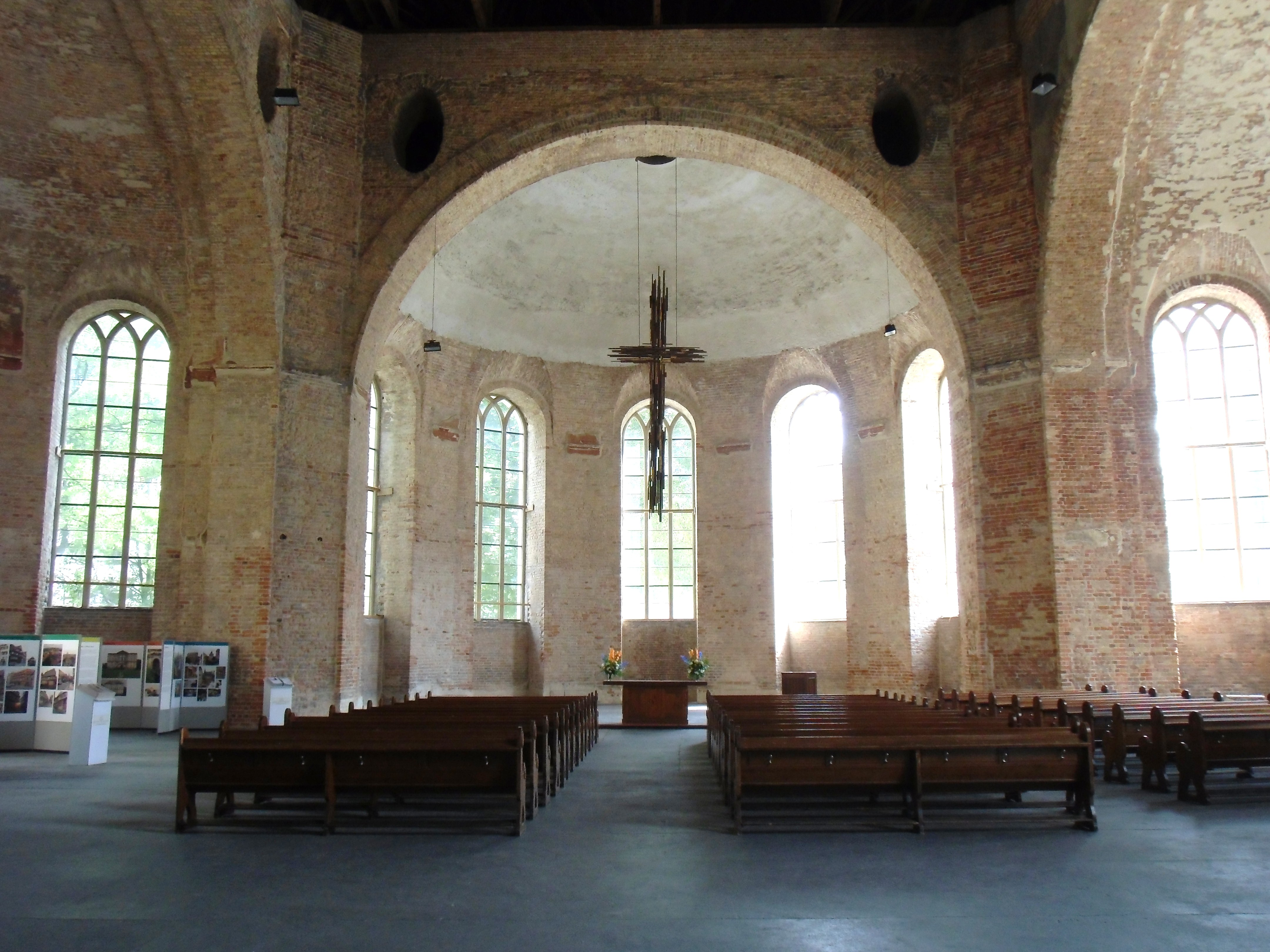
L'interno

La costruzione della chiesa, a pianta centrale ispirata a Santa Maria della Consolazione di Todi, iniziò nel 1695 su progetto di Johann Arnold Nering, il quale però morì l'anno successivo. La costruzione proseguì fino al 1698, quando in seguito a un crollo si decise di affidare il cantiere a Martin Grünberg, allievo del Nering, che modificò il progetto d'origine semplificandolo. La chiesa fu consacrata l'8 luglio 1702 e compiuta l'anno successivo.
Nel 1713-14 sopra la facciata fu costruita una torre, progettata da Jean de Bodt e realizzata da Philipp Gerlach; la torre fu resa necessaria per ospitare il carillon di campane donato dal re Federico Guglielmo I e in origine destinato alla Torre della Zecca, che venne installato nel 1715. Tuttavia, a causa del suo suono sgradevole, esso venne sostituito già nel 1717 da un carillon completamente nuovo, formato di 37 campane fuse nei Paesi Bassi da Jan Albert de Grave.
La chiesa fu restaurata nel 1884-85 da Gustav Knoblauch ed Eduard Wex; in tale occasione vennero rimossi i matronei.

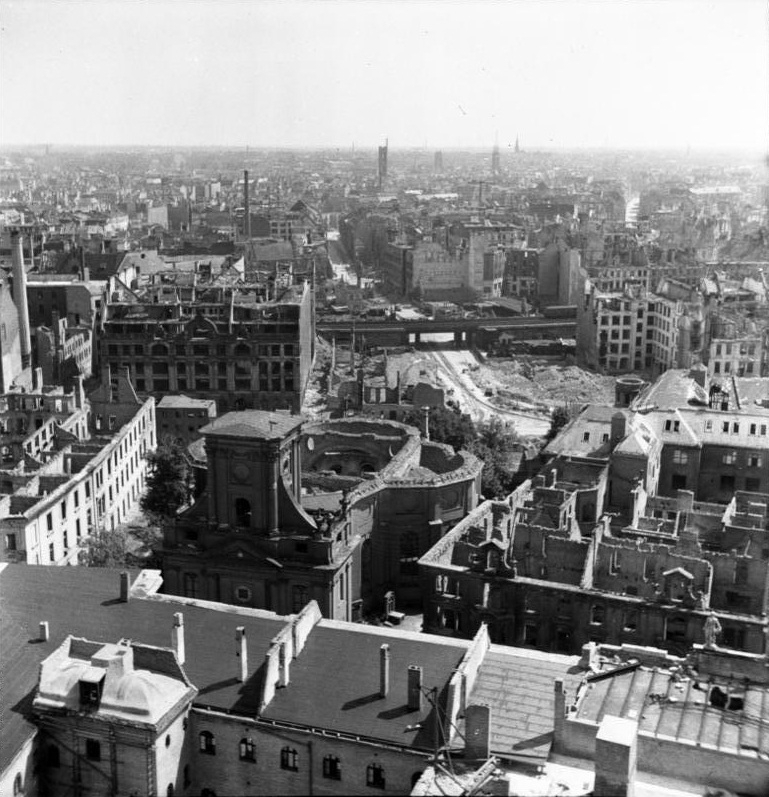
Rovine della chiesa tra le macerie di Berlino, 1947

L'edificio subì gravi danni durante la seconda guerra mondiale; in particolare, il 24 maggio 1944 la torre crollò in seguito all'incendio delle strutture e si schiantò contro la navata. La chiesa venne restaurata sommariamente nel 1950-51, con la costruzione di un nuovo tetto: tuttavia nei decenni successivi lo spazio ecclesiale venne usato come magazzino, mentre le funzioni sacre si tenevano in una stanza adattata a cappella, posta al primo piano della facciata.
Il 1º agosto 1968 la parrocchia della Parochialkirche venne unita alla parrocchia di San Giorgio, formando la nuova St.-Georgen-Parochial-Kirchengemeinde.

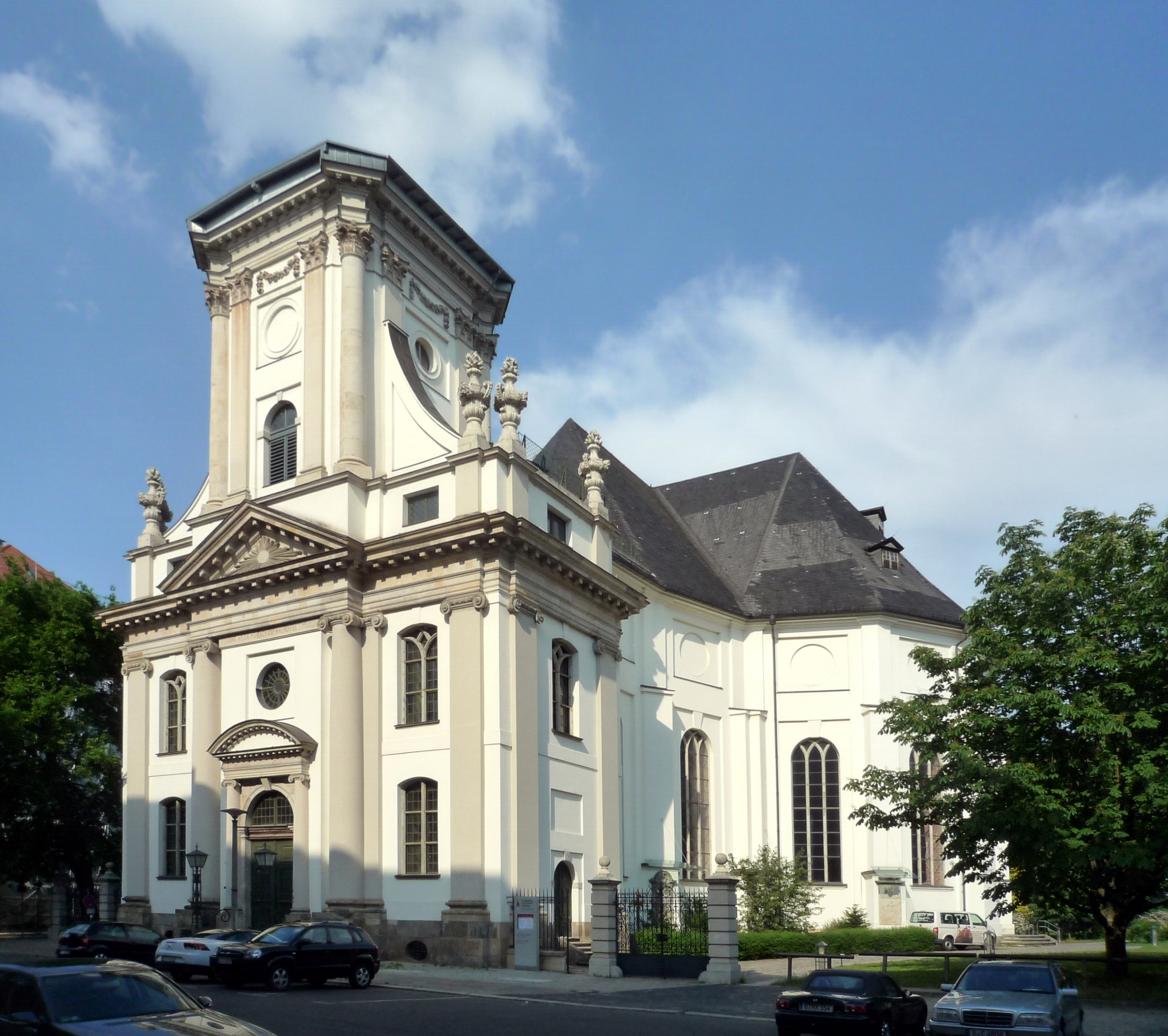
La chiesa nel 2011, ancora senza il nuovo campanile

Dopo la riunificazione tedesca l'interno della chiesa tornò alla sua originaria funzione ecclesiale. Negli anni dieci del XXI secolo, dopo una raccolta di fondi, venne ricostruita la torre distrutta nel 1944; essa venne inaugurata il 1º luglio 2016, mentre l'accensione del nuovo carillon seguì il successivo 23 ottobre.

## Caratteristiche
La chiesa, posta sul lato orientale della Klosterstraße, all'angolo con la Parochialstraße, ha la facciata sul lato ovest e il presbiterio sul lato est.
Si tratta di un edificio in stile barocco a pianta centrale, con uno spazio interno quadrangolare contornato da quattro absidi; nell'abside occidentale si innesta l'avancorpo d'ingresso, sormontato esternamente da una torre che contiene il carillon di campane.
Nell'area retrostante è posto il cimitero, anch'esso sotto tutela monumentale, con molte sepolture dei secoli XVIII e XIX.

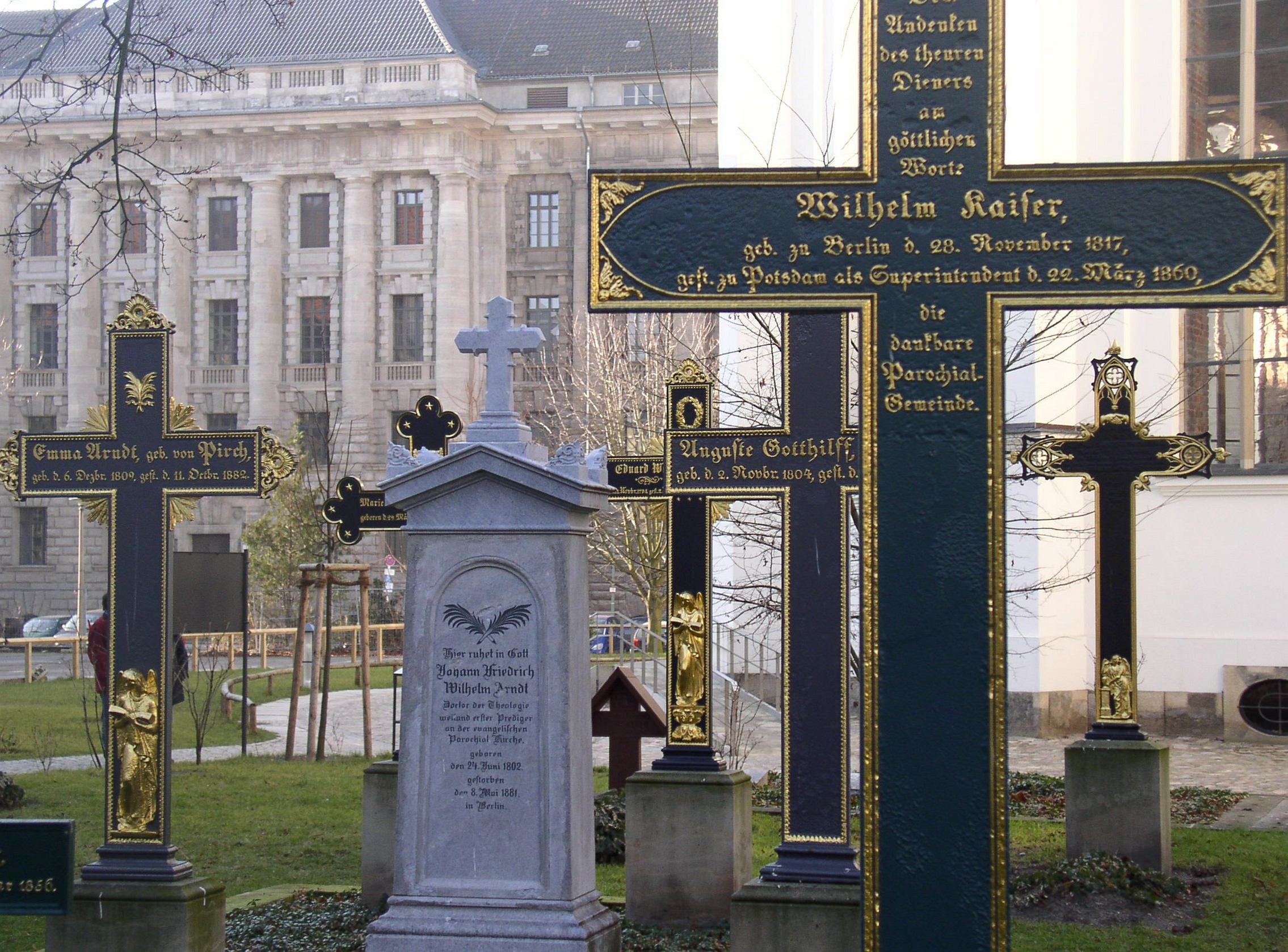
Il cimitero parrocchiale